# 常総市立水海道小学校
常総市立水海道小学校（じょうそうしりつみつかいどうしょうがっこう）は、茨城県常総市水海道天満町にある公立小学校。

## 概要
常総市で最も歴史のある小学校である。

### 教育目標
『心やさしく たくましく 夢に向かって 自ら学ぼう』

## 沿革

### 略歴
1872年（明治5年）に 絹水小学校と文海小学校が合併し水海道小学校として開校し、水海道市立水海道小学校を経て、現在の状態になった。

### 年表
出典
- 1872年（明治5年） - 絹水小学校が設立。
- 1873年（明治6年） - 文海小学校が設立。
- 1875年（明治8年） - 絹水小学校と文海小学校が合併し、水海道小学校と改称する。
- 1881年（明治14年） -  本館（現県指定文化財）が完工。
- 1887年（明治20年） - 小学校令改正により水海道尋常小学校と改称する。（4年制）
- 1915年（大正4年） - 高等科を併置し、水海道尋常高等小学校と改名する。
- 1921年（大正10年） - 本館を栄町に移築する。
- 1932年（昭和7年） - 講堂落成。
- 1953年（昭和28年） - 新しい校歌が制定される。
- 1954年（昭和29年） -   市制発布によって、水海道市立水海道小学校と改称する。
- 1971年（昭和46年）- 文化財玄関を県歴史館へ移築する。
- 2006年（平成18年） - 常総市との合併により、常総市立水海道小学校と改称する。
- 2015年（平成27年）- 鬼怒川決壊により水海道小学校の体育館が避難場所となる。
- 2019年（平成31年） - 校内の非常階段修繕工事完了。
- 2022年（令和4年） - 創立150周年。

## 学区
学区は以下の通りである。
水海道高野町、水海道天満町、水海道亀岡町、水海道本町、水海道元町、水海道栄町、水海道宝町、水海道諏訪町、水海道橋本町、水海道渕頭町、水海道森下町、水海道山田町、水海道川又町地区

## 交通アクセス
- 関東鉄道常総線水海道駅下車、徒歩約12分
- 常総市コミュニティバス水海道小学校下車、徒歩1分